# Lisandro Martínez
Lisandro Martínez, né le 18 janvier 1998 à Gualeguay en Argentine, est un footballeur international argentin qui évolue au poste de défenseur central à Manchester United.
Joueur au profil hargneux il se distingue grâce à son envie et ses tacles de bonnes qualités, capable d'évoluer un peu plus haut sur le terrain il est tout aussi capable de donner de bonne passe et de jouer en tant que milieu défensif.

## Biographie

### Carrière en club

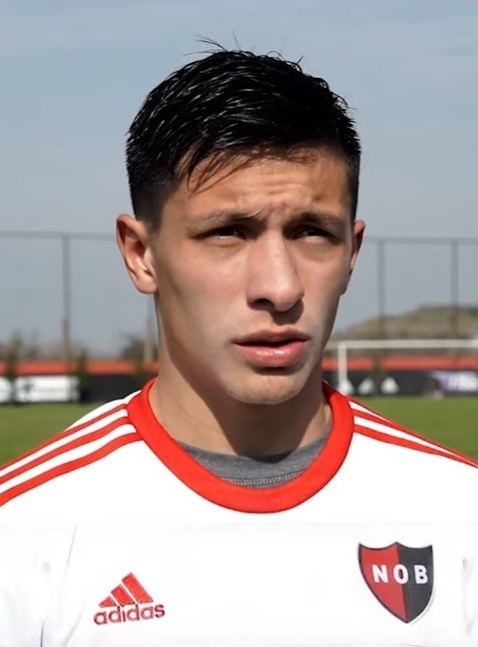
Lisandro Martínez avec Newell's Old Boys son club formateur en 2016.

#### Newell's
Né à Gualeguay en Argentine, Lisandro Martinez est formé dans le club de Newell's Old Boys. Le 27 juin 2017, il joue son premier match avec l'équipe première, lors d'une défaite de son équipe face à Godoy Cruz (0-2).

#### Defensa y Justicia
Lisandro Martinez est prêté pour la saison 2017-2018 à Defensa y Justicia. Il inscrit son premier but en professionnel avec ce club, le 5 novembre 2017, face au CA Temperley, en championnat. Son équipe s'impose par quatre buts à un ce jour-là. Le 1er juillet 2018, il y signe définitivement.

#### Ajax Amsterdam
Le 21 mai 2019, est annoncé le transfert de Lisandro Martinez à l'Ajax Amsterdam. Le joueur signe un contrat d'une durée de quatre ans.
Il joue son premier match sous ses nouvelles couleurs le 27 juillet 2019 face au PSV Eindhoven lors de la Supercoupe des Pays-Bas 2019. Il est titulaire puis remplacé par Lasse Schöne lors de cette rencontre remportée par son équipe (2-0). Il fait sa première apparition en Eredivisie le 3 août suivant, lors de la première journée de la saison 2019-2020 face au Vitesse Arnhem où il est à nouveau titularisé (2-2). Trois jours plus tard il joue son premier match de Ligue des champions, lors d'une rencontre qualificative face au PAOK Salonique. Il est titulaire et les deux équipes se séparent sur un score nul de deux partout.

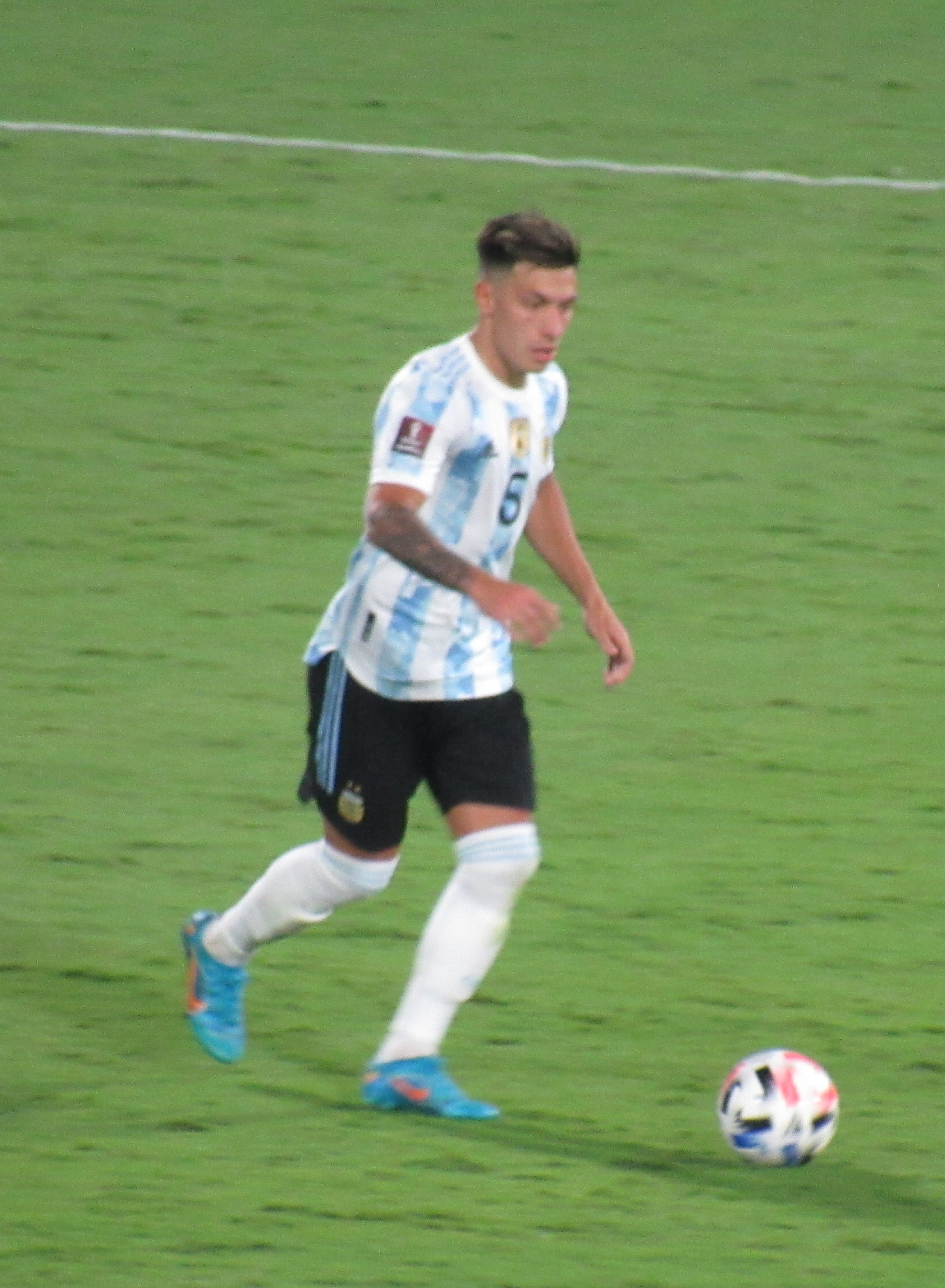
Lisandro Martínez avec l'Argentine en 2022.

#### Manchester United
Le 17 juillet 2022, le club annonce un accord entre l'Ajax Amsterdam et Manchester United pour le transfert de Martínez sous réserve de sa visite médicale et de son visa britannique et c'est dix jours plus tard que Manchester United annonce la signature de son contrat de cinq ans contre une indemnité de 57,37 M€.
Le 22 janvier 2023, Martínez inscrit son premier but pour Manchester United, lors d'une rencontre de Premier League face à l'Arsenal FC. Titulaire, il ne peut empêcher la défaite de son équipe par trois buts à un. Il subit le 13 avril une fracture à un métatarse lors de la réception du Séville FC en quart de finale de la Ligue Europa, ce qui met fin à sa première saison au sein du club anglais.
Son début de saison 2023-2024 est perturbé par une aggravation de cette blessure. Ayant manqué plus de vingt rencontres, il est apte à revenir en compétition au mois de janvier. Au début du mois de février, il se blesse au ligament latéral interne d'un genou et est contraint à une nouvelle absence des terrains de plusieurs semaines.
Sorti sur civière le 2 février 2025, lors de la défaite de Manchester United en championnat face à Crystal Palace (0-2 score final), Martínez est touché aux ligaments croisés du genou gauche. Son indisponibilité est estimée à plusieurs mois et sa saison 2024-2025 est dès lors terminée.

### En équipe nationale
Avec les moins de 20 ans, il participe au championnat sud-américain des moins de 20 ans en 2017. Lors de cette compétition, il joue quatre matchs. L'Argentine se classe quatrième du tournoi. Il dispute ensuite quelques mois plus tard la Coupe du monde des moins de 20 ans organisée en Corée du Sud, mais doit se contenter du banc des remplaçants.
En mars 2019, il fait partie de la liste des 30 joueurs retenus par Lionel Scaloni, le sélectionneur de l'équipe nationale d'Argentine, pour les matchs contre le Venezuela et le Maroc. Il fait sa première apparition sous le maillot de L'Albiceleste lors de ce premier match contre le Venezuela, le 22 mars 2019, où il est titularisé. Les Argentins s'inclinent lors de cette rencontre (3-1).
Le 11 novembre 2022, il est sélectionné par Lionel Scaloni pour participer à la Coupe du monde 2022. Son équipe se hisse jusqu'en finale, affrontant la France le 18 décembre 2022. Au bout du suspense, les deux équipes se neutralisent, allant jusqu'aux prolongations (3-3), avant de se départager aux tirs au but. L'Argentine sort vainqueur de cette séance et est sacrée championne du monde.
À l'été 2024, faisant partie des 26 joueurs pour la Copa América 2024, Martínez marque son premier but avec l'Albiceleste en quarts de finale contre l'Équateur à la 35e minute mais ce n'est qu'au tir au but que son équipe se qualifie pour les demi-finales et il remporte la Copa America en tant que titulaire lors de la finale en battant la Colombie,.

## Statistiques

### En club
| Saison                | Club                      | Championnat           | Championnat | Championnat | Coupe(s) nationale(s) | Coupe(s) nationale(s) | Supercoupe | Supercoupe | Compétition(s) continentale(s) | Compétition(s) continentale(s) | Compétition(s) continentale(s) | Total | Total |
| Saison                | Club                      | Division              | M.          | B.          | M.                    | B.                    | M.         | B.         | Comp.                          | M.                             | B.                             | M.    | B.    |
| 2016-2017             | Newell's Old Boys         | Primera División      | 1           | 0           | 0                     | 0                     | -          | -          | -                              | -                              | -                              | 1     | 0     |
| 2017-2018             | Defensa y Justicia (prêt) | Primera División      | 21          | 1           | 1                     | 0                     | -          | -          | CS                             | 7                              | 0                              | 29    | 1     |
| 2018-2019             | Defensa y Justicia        | Primera División      | 25          | 2           | 2                     | 0                     | -          | -          | CS                             | 2                              | 0                              | 29    | 2     |
| Sous-total            | Sous-total                | Sous-total            | 46          | 3           | 3                     | 0                     | -          | -          | -                              | 9                              | 0                              | 58    | 3     |
| 2019-2020             | Ajax Amsterdam            | Eredivisie            | 24          | 2           | 4                     | 0                     | 1          | 0          | C1+C3                          | 10+2                           | 0+0                            | 41    | 2     |
| 2020-2021             | Ajax Amsterdam            | Eredivisie            | 26          | 3           | 5                     | 0                     | -          | -          | C1+C3                          | 5+6                            | 0+0                            | 42    | 3     |
| 2021-2022             | Ajax Amsterdam            | Eredivisie            | 24          | 1           | 4                     | 0                     | 1          | 0          | C1                             | 8                              | 0                              | 37    | 1     |
| Sous-total            | Sous-total                | Sous-total            | 74          | 6           | 13                    | 0                     | 2          | 0          | -                              | 31                             | 0                              | 120   | 6     |
| 2022-2023             | Manchester United         | Premier League        | 27          | 1           | 8                     | 0                     | -          | -          | C3                             | 10                             | 0                              | 45    | 1     |
| 2023-2024             | Manchester United         | Premier League        | 11          | 0           | 2                     | 0                     | -          | -          | C1                             | 1                              | 0                              | 14    | 0     |
| 2024-2025             | Manchester United         | Premier League        | 20          | 2           | 3                     | 0                     | 1          | 0          | C3                             | 8                              | 0                              | 32    | 2     |
| Sous-total            | Sous-total                | Sous-total            | 58          | 3           | 13                    | 0                     | 1          | 0          | -                              | 19                             | 0                              | 91    | 3     |
| Total sur la carrière | Total sur la carrière     | Total sur la carrière | 178         | 12          | 29                    | 0                     | 3          | 0          | -                              | 59                             | 0                              | 269   | 12    |

### En sélection
| Années                | Sélection             | Phases finales        | Phases finales | Phases finales | Phases finales | Éliminatoires | Éliminatoires | Éliminatoires | Éliminatoires | Amicaux | Amicaux | Amicaux | Total | Total | Total |
| Années                | Sélection             | Comp.                 | M.             | B.             | P.d.           | Comp.         | M.            | B.            | P.d.          | M.      | B.      | P.d.    | M.    | B.    | P.d.  |
| --------------------- | --------------------- | --------------------- | -------------- | -------------- | -------------- | ------------- | ------------- | ------------- | ------------- | ------- | ------- | ------- | ----- | ----- | ----- |
| 2019                  | Argentine             | Copa América 2019     | -              | -              | -              | -             | -             | -             | -             | 1       | 0       | 0       | 1     | 0     | 0     |
| 2020                  | Argentine             | -                     | -              | -              | -              | CdM 2022      | -             | -             | -             | -       | -       | -       | 0     | 0     | 0     |
| 2021                  | Argentine             | Copa América 2021     | 1              | 0              | 0              | CdM 2022      | 2             | 0             | 0             | -       | -       | -       | 3     | 0     | 0     |
| 2022                  | Argentine             | Finalissima 2022      | 0              | 0              | 0              | CdM 2022      | 2             | 0             | 0             | 4       | 0       | 0       | 11    | 0     | 0     |
| 2022                  | Argentine             | Coupe du monde 2022   | 5              | 0              | 0              | CdM 2022      | 2             | 0             | 0             | 4       | 0       | 0       | 11    | 0     | 0     |
| 2023                  | Argentine             | -                     | -              | -              | -              | -             | -             | -             | -             | 1       | 0       | 0       | 1     | 0     | 0     |
| 2024                  | Argentine             | Copa América 2024     | 5              | 1              | 0              | CdM 2026      | 3             | 0             | 0             | 2       | 0       | 0       | 10    | 1     | 0     |
| Total sur la carrière | Total sur la carrière | Total sur la carrière | 11             | 1              | 0              | -             | 7             | 0             | 0             | 8       | 0       | 0       | 26    | 1     | 0     |

#### Matchs internationaux
Le tableau suivant liste les rencontres de l'équipe d'Argentine dans lesquelles Lisandro Martínez a été sélectionné depuis le 22 mars 2019 jusqu'à présent :

#### Buts internationaux
| Buts internationaux de Lisandro Martínez | Buts internationaux de Lisandro Martínez | Buts internationaux de Lisandro Martínez | Buts internationaux de Lisandro Martínez | Buts internationaux de Lisandro Martínez | Buts internationaux de Lisandro Martínez | Buts internationaux de Lisandro Martínez | Buts internationaux de Lisandro Martínez | Buts internationaux de Lisandro Martínez |
| 0                                        | Date                                     | Lieu                                     | Compétition                              | Résultat                                 | Adversaire                               | Détail                                   | Détail                                   | Sél.                                     |
| ---------------------------------------- | ---------------------------------------- | ---------------------------------------- | ---------------------------------------- | ---------------------------------------- | ---------------------------------------- | ---------------------------------------- | ---------------------------------------- | ---------------------------------------- |
| 1er                                      | 5 juillet 2024                           | NRG Stadium, Houston                     | Copa América 2024                        | 1 - 1 4 t.a.b 2                          | Équateur                                 | 35e                                      | 1 - 0                                    | 21e                                      |

## Palmarès

### En club
| Ajax Amsterdam (3) | Manchester United (2) |
| --- | --- |
| - Championnat des Pays-Bas (2) : - Champion en 2021 et 2022 - Coupe des Pays-Bas (1) : - Vainqueur en 2021 - Finaliste en 2022 - Supercoupe des Pays-Bas : - Finaliste en 2021 | - Coupe d'Angleterre (1) : - Vainqueur en 2024 - Coupe de la Ligue (1) : - Vainqueur en 2023 - Community Shield : - Finaliste en 2024 - Ligue Europa : - Finaliste en 2025 |

### En sélection
| Argentine (4) |
| --- |
| - Coupe du monde (1) : - Vainqueur en 2022 - Copa América (2) : - Vainqueur en 2021 et 2024 - Coupe des champions CONMEBOL–UEFA (1) : - Vainqueur en 2022 |